# Успенская церковь (Новокузнецк)
Успенская церковь (Церковь Успения Пресвятой Богородицы) — кладбищенская церковь Кузнецка (Новокузнецка), располагавшаяся на месте Сада Алюминщиков. Неизвестно, с какого времени на кладбище при Успенской церкви начали хоронить. Но, кузнецкий купец, автор «Кузнецкой летописи», Иван Семенович Конюхов писал: «В прежние времена усопшие клались при церквах, а ныне за городом в кладбище при вышесказанной Успенской церкви, но с какого времени, сказать не могу, потому что сам того не упомню и ни от кого не слыхал. А из надгробных памятников видно, что при прежних деревянных церквах были похороняемы усопшие, при Одигитриевской в 1764, а при Спасо-преображенской 1781 года, из чего можно заключить, что усопших начали похоронять в нынешнем кладбище в исходе минувшего столетия, а также из того, что я с малолетства начал помнить в кладбище уже ветхую часовню. Кладбище сие обнесено новою ныне существующей оградою около 1838 года на месте старого довольно ветхого, с прибавлением вновь места».

## История
Кладбищенская Успенская церковь была заложена 14 июня [26 июня] 1807 года при кузнецком протоиерее Якове Никитовиче Арамильском. Прошение о разрешении строительства было подано ещё в ноябре 1805 года Дарьей Степановной Хабаровой в память об отце. Возведение церкви несколько лет велось на её средства. После смерти Д. С. Хабаровой строительство церкви продолжилось на средства мещанина Феофана Зиновьевича Ананьина. Длительное возведение церкви не раз сопровождалось ремонтами. Известно, что купец С. Е. Попов оказывал помощь Кузнецкому благочинию в ремонте Успенской церкви.
Построенная кладбищенская Успенская церковь относилась к приходу Спасо-Преображенского собора и была третьим каменным храмом в Кузнецке.
После 8-бального землетрясения 1898 года в Кузнецке кладбищенская Успенская церковь сильно не пострадала.
По имени Успенской церкви была названа и улица Успенская, протянувшаяся от Преображенского собора к Кузнецкому кладбищу.
В 1919 году кладбище и церковь были осквернены партизанами из банды Рогова
В 1937 году кладбище было закрыто, а Успенская церковь разрушена. Место для нового кладбища определили на горе. В 1939 году городским советом было принято решение создать зону отдыха, и на месте старого кладбища разбили сад. Но ещё долго здесь находили могильные камни, старые памятники.

## Архитектура
Здание было одноэтажным: до накатов на потолке каменное, остальная часть деревянная, в том числе и колокольня. Престол один — в честь успения Божьей Матери.

## Память
21 ноября 2006 года в Саду Алюминщиков открылась часовня Успения Божией Матери, построенная по инициативе губернатора Кемеровской области Тулеева Амана Гумировича по проекту архитектора А. А. Тена на средства компании «Русал».